# Minimale alveolaire concentratie
De minimale alveolaire concentratie of MAC-waarde is in de anesthesie de manier waarmee de potentie (sterkte) van dampvormige anesthetica wordt uitgedrukt. Hiermee kunnen de onderlinge sterkteverschillen tussen de verschillende dampen onderling vergeleken worden. Lachgas heeft een hoge waarde (en is daarmee laag potent), halothaan heeft een lagere MAC-waarde en is daarmee hoger potent ofwel is "een sterker middel". Men moet deze MAC-waarde niet verwarren met de MAC-waarde die binnen de toxicologie wordt gehanteerd; daar staat MAC voor maximaal aanvaarde concentratie.
De MAC-waarde van een dampvormig anestheticum is díe concentratie van dat anestheticum dat in de longen heerst, waarbij bij een standaardpijnprikkel (klein sneetje op buikhuid) bij 50% van de mensen geen reactie optreedt. De concentratie wordt weergegeven in procenten. 50% Van de mensen reageert dus wel bij 1 MAC van een damp. Om de reactie geheel te onderdrukken is ongeveer 1,3 maal de MAC-waarde nodig.
Voorbeeld: de MAC-waarde van sevofluraan is 2,5% (we zeggen nu: 1 MAC sevofluraan is 2,5%). Om een patiënt bij de buikhuid incisie stil te laten liggen is dus 1,3 x 2,5 = 3,3% sevofluraan nodig. Anesthesiologen dienen bij lachgas gebruik deze stof samen met zuurstof toe in een verhouding van ongeveer 70%/30%. De MAC-waarde van lachgas is ongeveer 105%. 70% lachgas komt derhalve overeen met 70 : 105 = ongeveer 0,7 MAC. Indien men meerdere dampvormige anesthetica gelijktijdig aan een patiënt toedient, dan mag men de MAC-waarden van deze anesthetica bij elkaar optellen: 0,8% enfluraan samen met 70% lachgas geeft 0,5 + 0,7 = 1,2 MAC.

## Bekende MAC-waarden van dampvormige anesthetica
- Halothaan 0,68% in zuurstof en 0,29% in 70% lachgas.
- Isofluraan 1,18% in zuurstof en 0,50% in 70% lachgas.
- Enfluraan 1,60% in zuurstof en 0,57% in 70% lachgas.
- Sevofluraan 2,5% in zuurstof (25 jaar) en 1,4% in 60% lachgas.
- Desfluraan 7,0% in zuurstof (25 jaar) en 4,0% in 60% lachgas.
- Lachgas 105% (alleen te bereiken in hyperbare omstandigheden, want anders is er zuurstofgebrek).

## Invloeden op de MAC-waarde
- Leeftijd: toename geeft een daling van de MAC-waarde
- Analgesie/pijnstilling geeft een verlaging van de MAC-waarde.

Soms wordt gesproken van de MAC-waarde waarbij de patiënt reageert op de intubatie de MAC-bar (deze is ongeveer 1,2 maal de gewone MAC-waarde).
Verder is er een slaap-MAC die ongeveer 70% van de MAC-waarde is. Dit is de MAC-waarde waarbij de patiënt slaapt.